# اشرف تپه (قوچان)
اشرف تپه مربوط به سده‌های اولیه اسلامی (سلجوقی) است و در شهرستان قوچان واقع شده و این اثر در تاریخ ۹ آذر ۱۳۸۹ با شمارهٔ ثبت ۲۹۵۳۵ به‌عنوان یکی از آثار ملی ایران به ثبت رسیده است.